# -Ballad Best Singles- WHITE ROAD
GLAY的第3張A面精選輯，也是第1張抒情精選。台灣有發行台壓版，台壓版專輯名稱：白色戀曲。

## 簡介
- 有別於以往的精選輯，這張是以抒情歌為主的抒情精選。從過去的抒情歌單曲中選出13首，加上1首新歌，共14首歌曲。
- 雖然SOUL LOVE和Blue Jean不算是正統的抒情歌，但TAKURO針對此抒情精選的概念做了以下說明：『這是一張不完全抒情歌的抒情精選，比起情歌的旋律反而注重歌詞內容的意涵。』

## 收錄曲目
1. WHITE ROAD
2. Way of Difference
3. SOUL LOVE
4. BELOVED
5. SPECIAL THANKS
6. Blue Jean
7. 期待相逢的心情
8. a Boy〜一直無法忘懷〜
9. HOWEVER
10. 永遠兩個人…
11. BE WITH YOU
12. Winter,again
13. 時光水滴
14. 織錦〜so far and yet so close〜(新歌)